# 23999 Rinner
23999 Rinner (1999 RA33) là một tiểu hành tinh vành đai chính được phát hiện ngày 9 tháng 9 năm 1999 bởi L. Bernasconi ở St. Michel sur Meurthe.